# علياء المزروعي
علياء عبدالله المزروعي، أعلنها الشيخ محمد بن راشد آل مكتوم، وزيرة دولة لريادة الأعمال الإمارتية خلال التغييرات التي وقعت في الحكومة الاتحادية يوم 14 يوليو 2024  

## نشأتها
ولدت في الإمارات وترعرعت في أسرة لها باع في الأعمال، هي إبنة رجل الأعمال عبد الله المزروعي. عاشت علياء طفولتها بين إمارتي "العين" و"أبو ظبي" وتخرجت من مدرسة الشويفات الدولية ونالت شهادة البكالوريوس في تخصص نظم المعلومات الإدارية من جامعة الإمارات العربية المتحدة في عام 2001م، وحصلت على شهادة الماجستير في إدارة الأعمال من الجامعة ذاتها في عام 2006م.
- مسيرتها
- تولت علياء عبدالله المزروعي منصب الرئيس التنفيذي في صندوق خليفة لتطوير المشاريع.  وعملت الوزيرة علياء المزروعي في بداية حياتها العملية في القطاع الحكومي لمدة 12 عاماً إلى أن تولت منصب مدير إدارة الموارد البشرية لدى شركة بترول أبو ظبي الوطنية” “أدنوك”، ومن ثم انتقلت إلى العمل في جهاز الشؤون التنفيذية. [5]

علياء هي المديرة العامة بالإنابة لأكاديمية أبو ظبي الحكومية، ونائبة رئيس مجلس إدارة شركة دار التأمين، وتشغل عضوية مجالس كل من شركة دار التمويل ومجلس شباب تجار دبي وكلية أبو ظبي للإدارة ومجلس سيدات أعمال أبو ظبي.
تعتبر علياء عضوا في شركة دار التمويل، ومجلس شباب تجار دبي، وكلية أبو ظبي للإدارة، ومجلس سيدات أعمال أبو ظبي، وشغلت منصب مديرة للتعويضات والمزايا في "شركة أدما العاملة" بين عامي 2002 و 2006.

## تجاربها المهنية
- شغلت منصب الرئيسة التنفيذية للعمليات لـ "شركة المزروعي الدولية بين عامي 2012 و 2018، والشريكة المؤسسة لـ مطعم جست فلافل" بين 2007 و2016"

- شغلت منصب مستشارة الموارد البشرية في مؤسسة الإمارات للطاقة النووية" خلال عام 2003، ومديرة رئيسة للموارد البشرية في "جهاز الشؤون التنفيذية بين 2012 و 2013، ومديرة للموارد البشرية في المؤسسة ذاتها بين عامي 2008 و 2011، ومحللة للموارد البشرية في المؤسسة نفسها خلال عام 2007. [7]

- أسست "حضانة ليتل هافن" في عام 2013، وهي حضانة للأطفال تعمل على تلبية احتياجات المرأة العاملة وتوفير بيئة تعليمية للطفل باللغتين العربية والإنجليزية، وتوفر للأطفال الوجبات الغذائية والملابس الرسمية للحضانة.
- شاركت في تأسيس كل من: "شركة فودسترز"، و"استشارات الأغذية والمشروبات"؛ كما شغلت عضوية مجلس إدارة "مبادرة "بيرل".
- حازت على جائزة المرأة العربية لريادة الأعمال في عام 2013. واحتلت المرتبة السادسة والعشرين ضمن قائمة أفضل 200 امرأة عربية في العالم من قبل مجلة فوربس الشرق الأوسط في عام 2014 كما صنفتها المجلة أيضاً ضمن قائمة أقوى 100 سيدة أعمال عربية في العالم" في عام 2017[8] [9]